# Turn on the Music
Singles de Roger Sanchez
2 Prove
(2002) Lost
(2006)
Pistes de Come With Me
Take a Chance
(2)
Turn on the Music est une chanson du DJ américain Roger Sanchez sortie  le 5 juin 2006 sous le label Universal Licensing Music. 1er single extrait de son 2e album studio Come With Me (2006), la chanson a été écrite par Roger Sanchez, Helienne Lindvall et produit par Roger Sanchez. La chanson a été diffusée dans les clubs dans de nombreux pays et parvient également à se hisser 6 hit-parades de pays différents. Turn on the Music se classe notamment 5e en Finlande.

## Liste des pistes
CD-Single
1. Turn On The Music (Axwell Radio Edit) - 3:35
2. Turn On The Music (Axwell Remix) - 6:53
3. Turn On The Music (Roger's 12" Mix) - 8:00

## Classement par pays
| Classement (2005)                      | Meilleure position |
| -------------------------------------- | ------------------ |
| France (SNEP)                          | 53                 |
| Pays-Bas (Nederlandse Top 40)          | 29                 |
| Belgique (Flandre Ultratop 50 Singles) | 31                 |
| Belgique (Wallonie Ultratip 50)        | 4                  |
| Finlande (Suomen virallinen lista)     | 5                  |
| Australie (ARIA)                       | 44                 |
| Italie                                 | 45                 |